# Lidská komedie
Lidská komedie (francouzsky La Comédie humaine) je název literárního cyklu, který v roce 1842 dal Honoré de Balzac svému soubornému dílu s odkazem na Dantovu Božskou komedii. Lidská komedie se skládá z 97 děl, z čehož tvoří 95 dokončených románů, novel a esejů, 25 nedokončených děl a románů z jeho mládí napsaných v letech 1822–1825 pod různými pseudonymy.
Balzac se v tomto rozsáhlém cyklu snažil představit detailní popis soudobé francouzské společnosti první poloviny 19. století v celé své mnohovrstevnatosti. Základ tohoto cyklu tvoří volná trilogie románů Otec Goriot (Le Père Goriot, 1834), Ztracené iluze (Illusions perdues , 1837–1839) a Lesk a bída kurtizán (Splendeurs et misères des courtisanes, 1838–1843), kterými volně procházejí jednotlivé postavy. Celý cyklus je rozdělen do tří skupin: Studie mravů (Études de mœurs), Filosofické studie (Études philosophiques) a Analytické studie (Études analytiques).